# 耶律盆奴
耶律盆奴（?—?），字胡独菫。辽国軍人，契丹人，惕隐耶律涅魯古之孫。
辽景宗时，为烏古部詳隐。耶律盆奴施政严酷，部民痛苦。役人上訴景宗，耶律盆奴转任馬群太保。統和十六年（998年），淘汰南京契丹軍中不忠所務之人。統和二十八年（1010年），辽圣宗攻打高麗國，耶律盆奴为先鋒。契丹軍到达铜州，高麗将軍康肇分三路抗击。高麗軍陣营在州西三水合流地点，康肇在那里。耶律盆奴率耶律弘古击破三水的高麗軍营，擒获康肇。耶律盆奴和契丹本軍合军，追击敗走的高麗軍，在西嶺击败他们。高麗显宗知道战事不利，捨開京南逃避難。耶律盆奴入開京，烧高麗王宮。回国后，任北院大王。

## 延伸阅读
[在维基数据编辑]
 《遼史·卷88》，出自脱脱《遼史》